# EUDemokraterna
EUDemokraterna (engelska: EUDemocrats, EUD) är ett euroskeptiskt europeiskt parti, grundat den 8 november 2005.
EUD består av både mittenhögerpartier och mittenvänsterpartier. Partiet bildades den 8 november 2005 i Bryssel, är anhängare av subsidiaritet och motsätter sig den centralisering som de anser att EU medfört. Partiet är således EU-kritiskt.
Fram till sin död i december 2010 var Sören Wibe partiledare. Hans efterträddes av Patricia McKenna. En av partiets mest framträdande politiker är den tidigare danske Europaparlamentarikern Jens-Peter Bonde.
2010 fick EUD en ledamot i Europaparlamentet: danska Søren Søndergaard som 5 februari 2014 efterträddes av Rina Ronja Kari från Gruppen Europeiska enade vänstern/Nordisk grön vänster. I maj 2019 förlorade EUD sin plats i parlamentet. Före Europaparlamentsvalet 2009 tillhörde de flesta EUD-parlamentarikerna Gruppen Oberoende/Demokrati.
EUD har aldrig varit representerat i Europeiska rådet eller Europeiska kommissionen.

## Historia

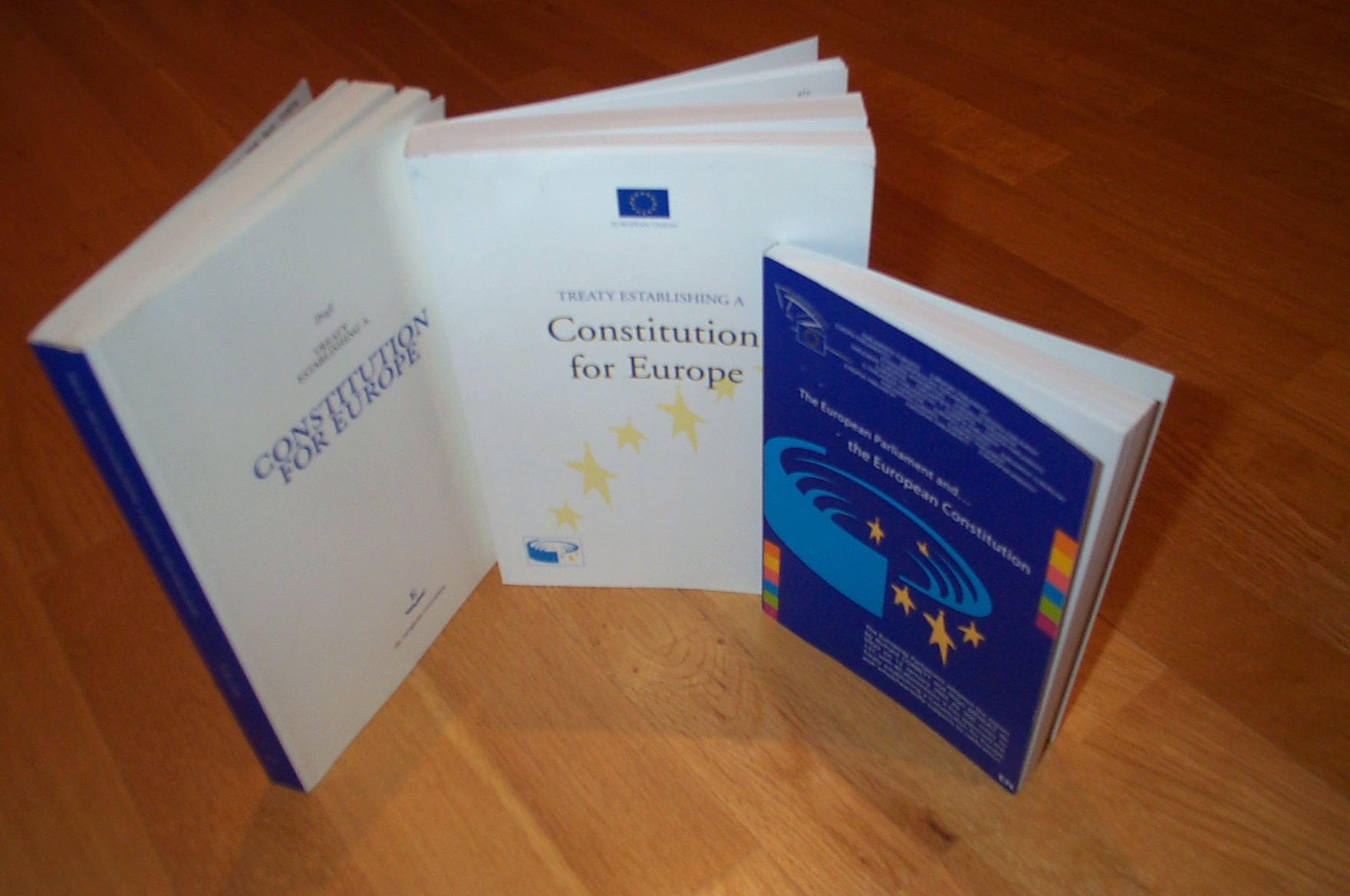
EUD bildades strax efter debatten om en konstitution för EU.

EUDemokraterna bildades 2005 av en rad olika partier, som representerade både den politiska vänstern och den politiska högern. Det som förde partierna ihop var synen på nödvändigheten att reformera det som de ansåg var ett EU med ett allt för stort demokratiskt underskott. Partierna vill att EU ska fortsätta att existera, men vill reformera unionen så att mer makt hamnar hos medlemsstaterna och så att det folkliga inflytandet på EU-nivå ökar.
Till partiledare valdes den danske Europaparlamentarikern Jens-Peter Bonde (Junibevægelsen mod Union), som bland annat hade kampanjat mot Europeiska konstitutionen under 2005 i Frankrike och Nederländerna. År 2009 ersattes han av svensken Sören Wibe, som också ledde det svenska EU-kritiska partiet Junilistan. I slutet av 2010 blev Patricia McKenna partiledare efter Wibes hastiga bortgång.
År 2009 ingick fyra av EUD:s europaparlamentariker i Gruppen Oberoende/Demokrati (IND/DEM). Dessutom satt två brittiska konservativa europaparlamentariker – Roger Helmer och Daniel Hannan – som grupplösa; Hannan lämnade dock EUD i oktober 2009 för att gå med i den nybildade Alliansen europeiska konservativa och reformister, medan Helmer lämnade det brittiska konservativa partiet för att gå med i United Kingdom Independence Party. 
Efter Europaparlamentsvalet 2009 upplöstes Oberoende/Demokrati till följd av att den inte uppfyllde kriterierna för att få vara en politisk grupp. Detta berodde dels på att flera av de partier vars Europaparlamentariker hade ingått i IND/DEM misslyckades med att bli återvalda (bland andra svenska Junilistan och danska Junibevægelsen), dels på att de återstående EU-parlamentsledamöterna i gruppen drog sig ur till förmån för två nya partigrupper, Gruppen Europeiska konservativa och reformister (ECR) och Gruppen Frihet och demokrati i Europa (EFD). EFD var den formella efterträdaren till IND/DEM, men inget part i EFD tillhörde EUDdemokraterna. EUDemokraternas partiledare Sören Wibe sade visserligen innan valet 2009 att ett samarbete med Libertas skulle kunna bli aktuellt, men liksom Wibes eget nationella parti Junilistan misslyckades Libertas med att ta mandat i parlamentet.

## Ideologi och politik
EUDemokraternas ideologi bygger först och främst på subsidiaritetsprincipen. Den principen innebär att beslut ska tas på lägsta effektiva nivå. Men partiet har också anammat en rad andra grundprinciper i sitt politiska program. Dessa är transparens, demokrati och mångfald.
Partiet vill till exempel underlätta för EU:s medborgare att få tillgång till lagstiftning, beslut och sammanträden. Samtidigt vill EUD också öka unionens demokratiska ansvar, genom att minska gapet mellan Europeiska unionens institutioner och dess medborgare. För att detta ska kunna ske vill partiet att makten ska fördelas över flera, folkvalda institutioner och att den förda politiken ska motsvara folkets vilja.
Med mångfald vill partiet att varje medlemsstat själv ska få bestämma om ett visst beslut ska tillämpas. Partiet motsätter sig vad det kallar "aggressiv harmonisering", exempelvis när länder mot sin vilja tvingas att tillämpa harmoniseringsregler för att en majoritet av medlemsstaterna vill det. EUDemokraterna är också motståndare till Lissabonfördraget, som de menar centraliserar mer makt.

## Struktur

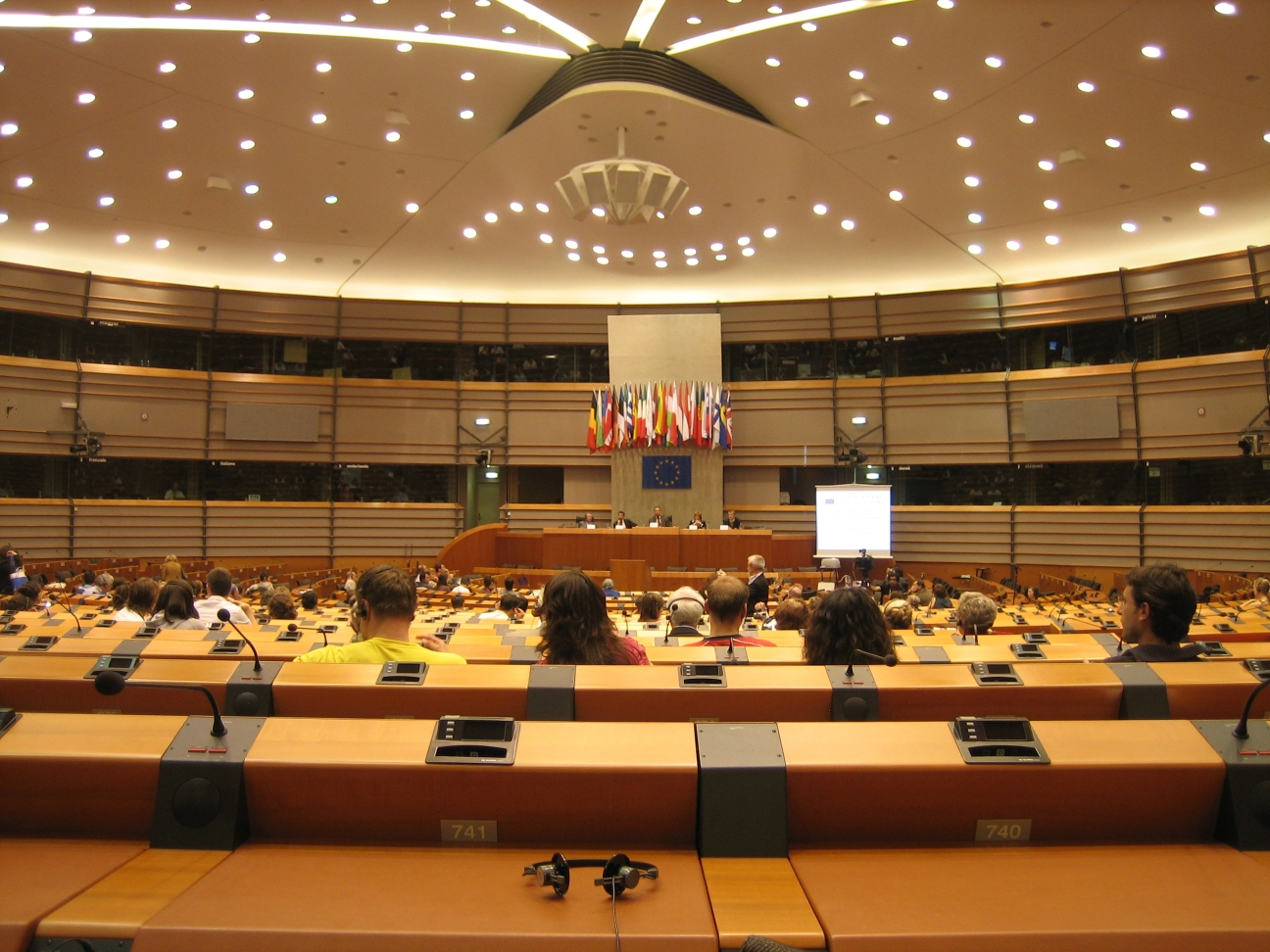
Partiet saknar sedan valet 2009 en egen partigrupp i parlamentet.

EUDemokraternas högsta beslutande organ är dess kongress. Kongressen omfattar representanter från alla medlemspartier och individuella medlemmar samt partistyrelsen. Kongressen sammanträder minst en gång per år och vanligtvis har varje medlemsparti, nationell parlamentariker och Europaparlamentariker varsin röst. Kongressens uppgift är bland annat att utse styrelsen och besluta över EUDemokraternas partiprogram. Beslut tas med enkel majoritet. Till skillnad från de flesta andra europeiska partierna, som är registrerade i Belgien, är EUDemokraterna registrerade i Danmark.
Styrelsens uppgifter är främst att tillämpa kongressens beslut, i synnerhet när det gäller det politiska programmet. Den bestämmer också över partiets budget. Till sin hjälp har styrelsen ett sekretariat, som ansvarar för det dagliga arbetet i partiet.
Därutöver finns det flera organisationer som samarbetar med EUDemokraterna.
Fram till Europaparlamentsvalet 2009 hade EUDemokraterna en egen politisk grupp i Europaparlamentet, Gruppen Oberoende/Demokrati (IND/DEM). Efter valet upplöstes denna grupp till följd av att den inte uppfyllde kriterierna för att få vara en politisk grupp. Rina Ronja Kari (och hennes föregångare Søren Søndergaard), som representerar Folkebevægelsen mod EU i EU-parlamentet, ingår i Gruppen Europeiska enade vänstern/Nordisk grön vänster sedan 2002.

## Medlemspartier
|  |     |  | Namn                                        | Land      |   |   |   |  |
|  | --- |  | ------------------------------------------- | --------- | - | - | - |  |
|  | EUD |  | Folkebevægelsen mod EU                      | Danmark   | 0 | 0 | 1 |  |
|  | EUD |  | Liikumine ei Euroopa Liidule                | Estland   | 0 | 0 | 0 |  |
|  | EUD |  | Obunden samling på Åland                    | Finland   | 0 | 0 | 0 |  |
|  | EUD |  | Debout la Republique                        | Frankrike | 0 | 0 | 0 |  |
|  | EUD |  | National Platform                           | Irland    | 0 | 0 | 0 |  |
|  | EUD |  | People's Movement                           | Irland    | 0 | 0 | 0 |  |
|  | EUD |  | Euro Scettici – Partito Animalista Italiano | Italien   | 0 | 0 | 0 |  |
|  | EUD |  | Ricibas Partija                             | Lettland  | 0 | 0 | 0 |  |
|  | EUD |  | Partido da Nova Democracia                  | Portugal  | 0 | 0 | 0 |  |
|  | EUD |  | Partidul Iniţiativa Naţională               | Rumänien  | 0 | 0 | 0 |  |
|  | EUD |  | Priama Demokratia – Hnutie Domova           | Slovakien | 0 | 0 | 0 |  |
|  | EUD |  | Junijska lista                              | Slovenien | 0 | 0 | 0 |  |
|  | EUD |  | Junilistan                                  | Sverige   | 0 | 0 | 0 |  |
|  |     |  |                                             |           | 0 | 0 | 1 |  |